# Gertrude Bell
Gertrude Margaret Lowthian Bell (Durham, Inglaterra; 14 de julio de 1868-Bagdad, Mandato británico de Mesopotamia; 12 de julio de 1926) fue una escritora, geógrafa, politóloga, arqueóloga, y funcionaria del gobierno británico. Fue condecorada con la Orden del Imperio Británico.

## Trayectoria
Gertrude Bell nació en una familia muy influyente; era la nieta del gran industrial Isaac Lowthian Bell. Comenzó sus estudios en el Queens' College y, más tarde, con dieciséis años, entró en el Instituto Lady Margaret Hall de la Universidad de Oxford, donde fue la primera mujer en conseguir el primer grado con honores en Historia Moderna en tan solo dos años.
Tras graduarse, viajó por todo Oriente Medio. Fue la primera controladora de St John Philby, y le enseñó las artes más finas del espionaje. Después de la Primera Guerra Mundial, escribió un informe sobre la administración de Mesopotamia entre el final de la guerra y la rebelión iraquí de 1920; más tarde ayudó a determinar las fronteras en tiempos de posguerra. En 1921 cooperó para poner en el trono iraquí a Faysal ibn Husayn, un hijo del jerife de La Meca. También ayudó a crear el Museo Nacional de Irak y promovió su convicción de que las antigüedades extraídas en las excavaciones deberían permanecer en su país de origen.
Es generalmente reconocido que Gertrude Bell y T. E. Lawrence (Lawrence de Arabia) fueron los principales instigadores de la instauración de la dinastía hachemita en Jordania e Irak. Promovió la revolución árabe durante la Primera Guerra Mundial. Al final de la guerra diseñó las fronteras de Mesopotamia.

## Liga anti sufragistas
En noviembre de 1908 se fundó en Londres la Liga Nacional de Mujeres Anti-Sufragio (Women's National Anti-Suffrage League). Su primera presidenta fue la popular novelista Mary Ward. Los líderes de esta liga defendían que la mayor parte de las mujeres inglesas no querían votar y, de hecho, alertaban sobre los peligros de hacerlo.
Gertrude Bell fue secretaria honoraria de esta Liga Nacional de Mujeres Anti-Sufragio. Sus argumentos fueron que, mientras las mujeres creyeran que su sitio estaba en la cocina y en el dormitorio, no podrían formar parte del debate político y serían totalmente incapaces de tomar parte en las decisiones sobre la forma en la que la nación debía ser gobernada.

## Viajes a Oriente
A partir de 1892 y de un primer viaje a Persia, descrito en su libro Persian pictures, Gertrude Bell multiplicó los viajes a Oriente, Palestina, Siria y Arabia (que cruzó seis veces) y publicó un segundo libro: Syria, the desert and the sown. A partir de 1907 participó en campañas de investigación arqueológica de numerosos yacimientos a lo largo del Éufrates.

## Primera Guerra Mundial y carrera política

### Misión en el Medio Oriente
Cuando se declaró la guerra, Gertrude Bell solicitó ser enviada a Oriente Medio, lo que le fue denegado. Entonces se presentó voluntaria de la Cruz Roja francesa.
Sin embargo, fue enviada en noviembre de 1915 al gabinete árabe de El Cairo (Egipto), dirigido en aquel momento por el general Gilbert Clayton. Allí se reencontró con Lawrence de Arabia. Al principio no tenía un cargo oficial, pero puso en limpio los datos de Lawrence sobre los emplazamientos y el estado de ánimo de las tribus árabes que podrían aliarse con los británicos contra el Imperio Otomano. Esas informaciones sirvieron a Lawrence en sus negociaciones con los árabes.
El 3 de marzo de 1916 fue enviada a Basora, que el ejército británico había tomado en noviembre de 1914, para aconsejar al oficial encargado de los asuntos políticos, Percy Cox, sobre una región que ella conocía mejor que cualquier occidental. Diseñó mapas que ayudaron al ejército británico llegar a Bagdad con seguridad. Fue la única mujer oficial encargada de asuntos políticos del ejército británico y recibió el título de Oficial de enlace, correspondiente con El Cairo. Controló muy especialmente a John Philby, y le enseñó las sutilidades de las manipulaciones políticas secretas. Cuando las tropas británicas tomaron Bagdad, el 10 de marzo de 1917, fue enviada por Percy Cox a Bagdad con el título de «secretaria oriental».

### Creación de Irak
A la caída del Imperio Otomano, en enero de 1919, a Gertrude Bell se le encargó un informe sobre Mesopotamia y las opciones para la denominación del futuro Irak. Estuvo diez meses redactándolo y está considerado como una obra maestra de informe oficial. Sin embargo, sus conclusiones fueron favorables a los árabes, y su superior A. T. Wilson, se volvió contra ella.
El 11 de octubre de 1920, Percy Cox volvió a Bagdad y le pidió mantener el puesto de secretaria oriental, haciendo de oficial de enlace con el futuro gobernador árabe.
Formó parte, junto a Percy Cox y Lawrence de Arabia, del pequeño grupo de orientalistas reunido por Winston Churchill para participar en la Conferencia de El Cairo de 1921, destinada a trazar las fronteras del mandato británico y de los nuevos países, como Irak. Durante la Conferencia, no regateó esfuerzos para que la Transjordania e Irak fueran dirigidas por Abdalá I de Jordania y Faisal I de Irak, dos hijos de Hussein ben Ali, jerife de La Meca, rey del Hedjaz, que fue uno de los promotores del mandato británico de la rebelión árabe de 1916 contra el Imperio Otomano.
La influencia de Gertrude Bell condujo a la creación de un país de mayoría chiita en el sur, y de minoría sunita y kurda en el centro y en el norte. Los británicos rechazaron un estado separado para los kurdos para tener el control de los campos de petróleo que se encuentran en sus territorios.
Los británicos eligieron a los sunitas para gobernar el país porque consideraban que los chiitas eran fanáticos religiosos. En su informe, Gertrude Bell escribe : 

No dudo un instante de que el poder debe volver a los sunitas, a pesar de su inferioridad numérica [...] pues en caso contrario tendréis un Estado teocrático, que podría ser muy peligroso.

 Las rivalidades entre las diferentes comunidades religiosas continúan provocando, aún hoy, choques en Irak.
También persuadió a Winston Churchill para designar como primer rey iraquí a Faisal, antiguo rey de Siria que acababa de ser depuesto. Cuando este último llegó a Irak, en junio de 1921, Gertrude le puso al corriente de los asuntos locales, en concreto de los problemas relativos a la geografía de las tribus y la economía local. Supervisó, además, los nombramientos de los diferentes cargos del gobierno. Faisal fue coronado rey de Irak el 23 de agosto de 1921. Gertrude llegó a ser confidente del rey, a quien ayudó al principio de su reinado a establecer su autoridad sobre los jefes tribales. Debido a su influencia sobre el nuevo rey, Gertrude Bell fue apodada la «reina sin corona de Irak».

## Arqueóloga
En 1907, la exploradora descubrió unas ruinas. Elaboró un plan y describió los alrededores fortificados de Mumbayah: «donde se montaron mis tiendas y donde el nombre árabe significa literalmente ˝lugar elevado˝; era probablemente el ˝Bersiba˝ de la lista de nombres establecida por Ptolomeo. Este lugar se compone de un doble terraplén situado sobre la ribera del río». Gertrude Bell calculó mal la localización de Bersiba, pero identificó, por la toponimia del lugar, la significación del nombre de este promontorio en ruinas, participando en el descubrimiento de esta ciudad oriental. En un rectángulo de gran dimensión se encuentran las ruinas de una ciudad muy fortificada, a la que hacen referencia documentos y estudios elaborados en 1964, cuando se inspeccionó esta zona. En 1968 la sociedad alemana Deutsche Orient solicitó el permiso de excavación del montículo de ruinas.
Cuando la situación de Irak se estabilizó, Gertrude Bell comenzó a reunir lo que hoy constituyen las colecciones del Museo Arqueológico de Bagdad, al principio habilitadas en las salas del palacio real. Dirigió las excavaciones y examinó los hallazgos. A pesar de la oposición europea, insistió en que los tesoros encontrados se quedaran en su país de origen, asegurándose así que su museo se constituiría en una colección de antigüedades locales. Dicho museo abrió sus puertas oficialmente en junio de 1926 y llegó a ser más tarde el Museo Nacional de Irak. Tras su muerte, su testamento permitió la creación de la Escuela Británica de Arqueología de Irak.

## Muerte
Gertrude Bell volvió brevemente a Gran Bretaña en 1925, se encontró frente a problemas familiares, y cayó enferma. La fortuna de su familia había declinado. Volvió a Irak, pero sufrió una pleuresía. Cuando se recuperó de ella, conoció la muerte de su hermano, de tifoidea. El 12 de julio de 1926 fue descubierta muerta en su casa de Bagdad, aparentemente de una sobredosis de somníferos. No se sabe si se trató de un accidente o de un suicidio. Tuvo unos funerales grandiosos, en presencia del rey de Irak y contemplados por un gran número de personas. Reposa en el cementerio británico de Bagdad. Nunca se casó y no tuvo hijos. 
Su trabajo ha sido citado como ejemplar en el parlamento británico y ha sido recompensada con la Orden del Imperio Británico.
La película de 2015 Queen of the desert (La reina del desierto) escrita y dirigida por Werner Herzog y con Nicole Kidman como Gertude Bell, retrata algunos aspectos de su vida, desde los veinte años hasta su muerte.